# مسجد السيدة زينب (سنجار)
مسجد السيدة زينب (العربية: قُبَّة سِتْنَا زَيْنَب، رومنة: Qubbat Sitnā Zaynab، ت.ح. 'Mausoleum of Sitna Zaynab') هو مسجد وضريح شيعي يقع في سنجار، في محافظة نينوى بالعراق. بُني الضريح الأصلي عام 1239 ميلادي على يد بدر الدين لؤلؤ كجزء من استراتيجية حاكمة لتعزيز الإسلام الشيعي من خلال رعاية تشييد الأضرحة والمقابر المخصصة للأئمة في جميع أنحاء المحافظة. دُمر المسجد بالكامل على يد تنظيم الدولة الإسلامية في العراق والشام، وأُعيد بناؤه عام 2020.

## التاريخ
يعود تاريخ الضريح الأصلي إلى عام 1239 ميلاديًا. وقد بُني على قبر يُعتقد أنه للسيدة زينب، ابنة الإمام الشيعي الرابع، علي بن الحسين زين العابدين، المعروف أيضًا بالإمام السجاد.
تعرض المبنى لأضرار بالغة نتيجة الغزو المغولي في القرن الثالث عشر، ولكن رمم من قبل الحاكم الإلخاني المغولي المسلم أولجايتو في عام 1312 لإقامة صلاة الجمعة. في عام 1693، قام باشا بن خادة بتجديد المكان بالكامل.
دمر مسجد ومرقد السيدة زينب باستخدام العبوات الناسفة من قبل تنظيم داعش في عام 2014.

## البنيان
الجزء الرئيسي من ضريح السيدة زينب، الذي يعود تاريخه إلى القرن الثالث عشر، هو حجرة كبيرة تعلوها قبة مخروطية مضلعة. يشبه هيكل القبة قبة ضريح الإمام عون الدين في مشهد بالموصل. أما الضريح نفسه فهو تابوت حجري عليه نقوش قرآنية.
بجوار ضريح السيدة زينب يوجد مصلى. تعلوه قبة دائرية مضلعة، ويحتوي على محراب من الجبس. يشغل المحراب جدار القبلة بأكمله. وقد أُضيفت غرف أخرى إلى المبنى، لكنها خالية من أي زخارف.

### إعادة الإعمار
عند إعادة بناء المرقد، اختلف اختلافًا كبيرًا عن هيكله الأصلي. شُيّد ضريح حول التابوت. أشرفت كتائب الإمام علي، وهي جماعة شيعية شبه عسكرية مدعومة من إيران، على إعادة بناء المرقد المدمر. اكتمل بناء المسجد والضريح الجديدين عام 2020، ويتميزان بقبة ذهبية ذات سقف من المرايا وأعمدة من الجرانيت وأرضية رخامية.

## معرض الصور

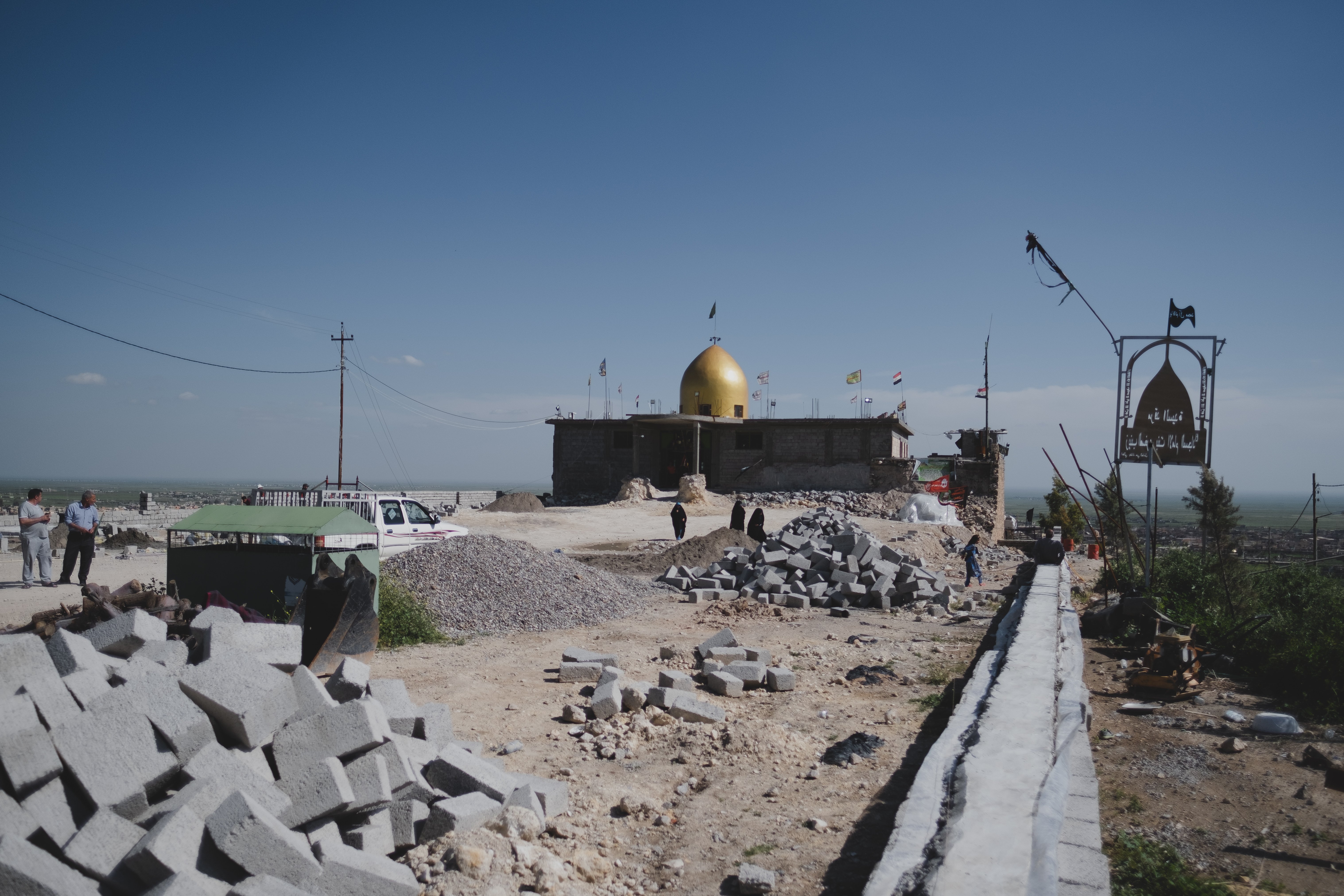
منظر للمسجد الذي تم ترميمه جزئيًا في عام 2019
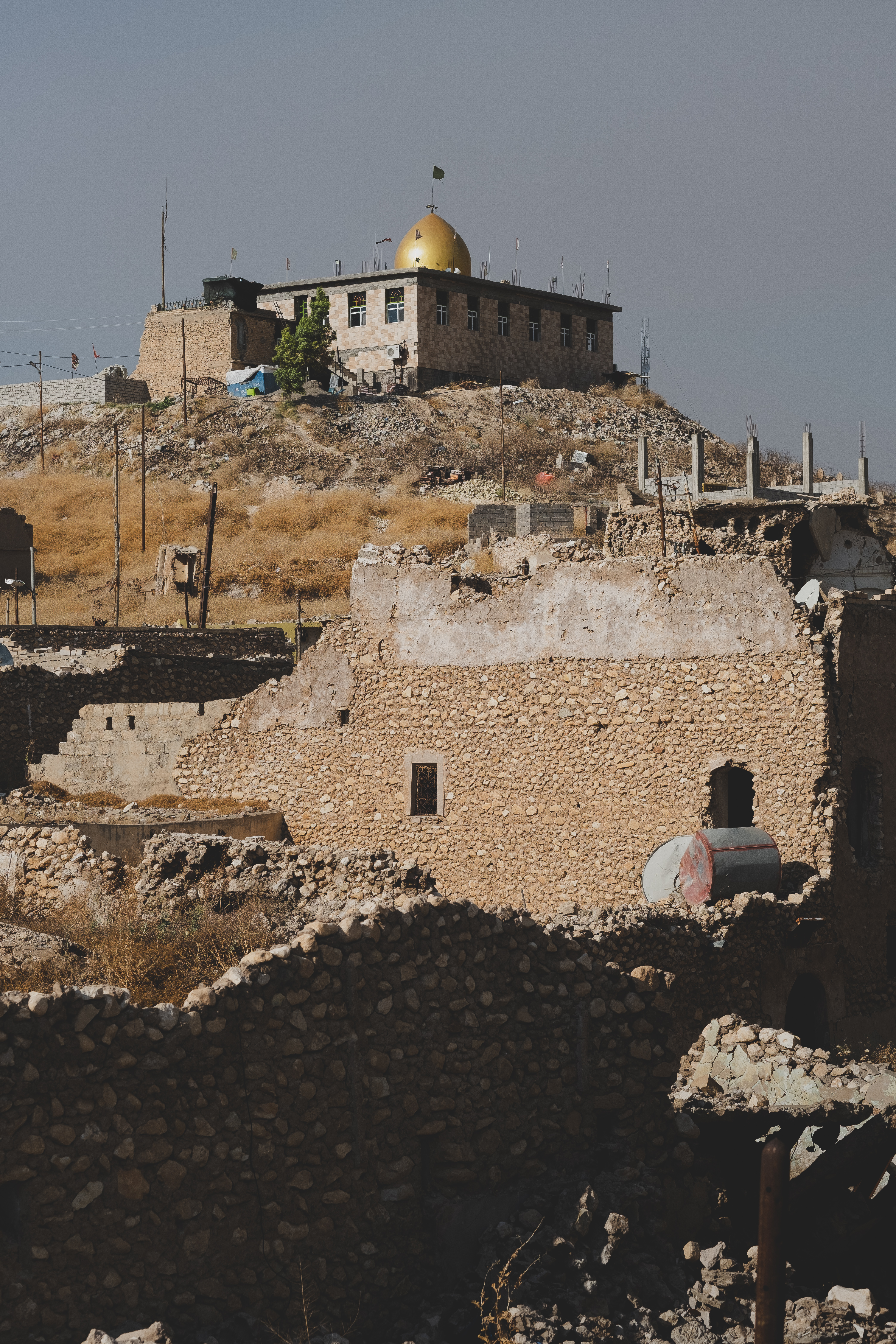
المسجد الذي أعيد بناؤه جزئيًا، كما شوهد من مسافة بعيدة في عام 2019
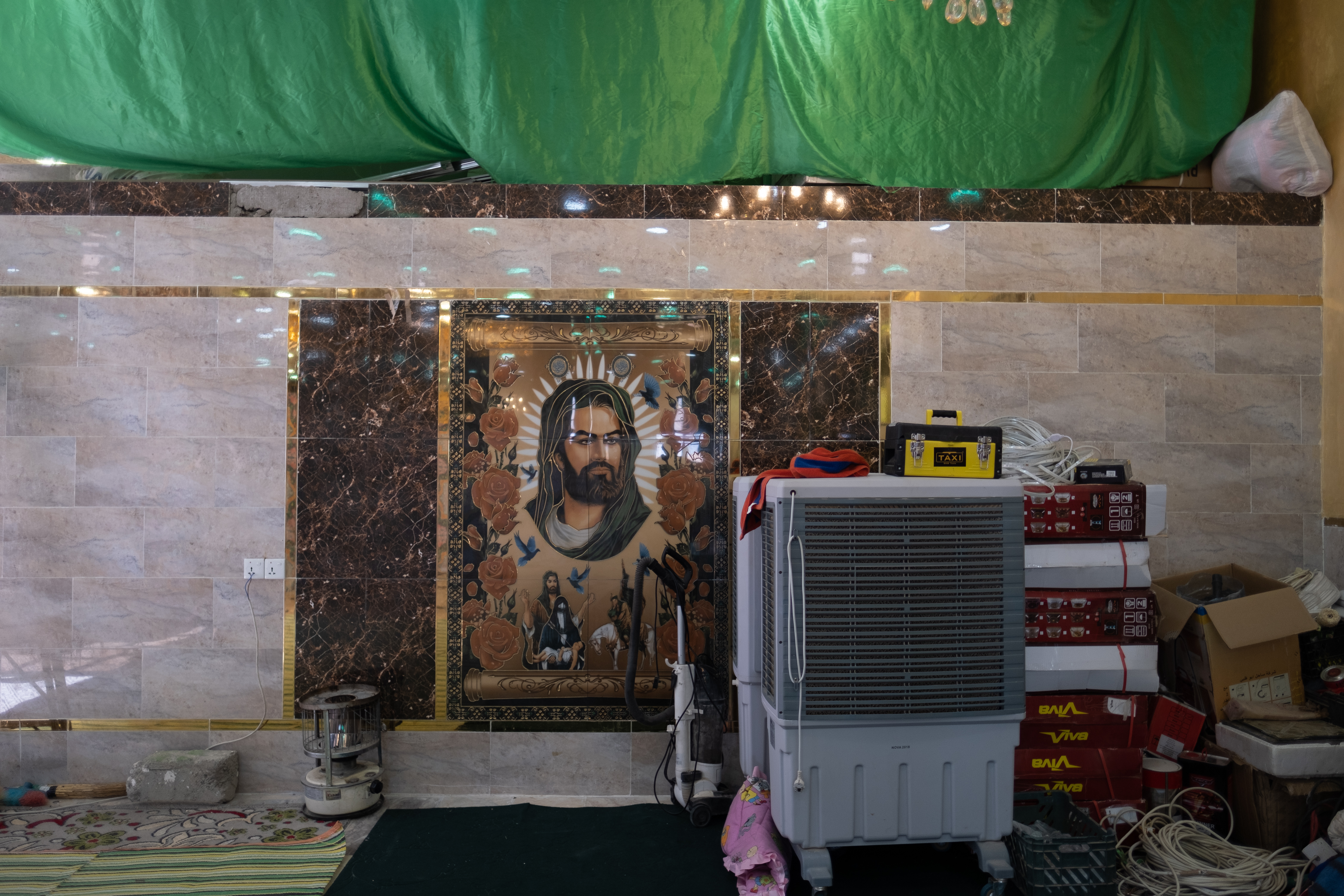
الضريح من الداخل في عام 2019

## روابط خارجية
- وسائط متعلقة بـ Shia shrine of Sayida Zeyneb in Sinjar في كومنز.| - ع - ن - ت مساجد العراق       | - ع - ن - ت مساجد العراق                                                                                                                                                                                                                                                                                                                                                                                                                                                                                                                                                                                                                                                                                                                                                                                                                                                                                                                                                                                                                                                                                                               | - ع - ن - ت مساجد العراق |
| ------------------------------ | --- | ------------------------ |
| بغداد                          | - جامع الإمام الأعظم - جامع السراي - جامع قمرية - مسجد الأباريقي - مرقد سلمان الفارسي - مرقد ومسجد صدر الدين - الحضرة القادرية - جامع الخلفاء - جامع الشيخ عمر السهروردي - جامع وضريح النبي يوشع بن نون - مرقد أبو بكر الشبلي - جامع الحيدرخانة - جامع العاقولي - جامع مرجان - جامع الوفائية - مسجد ومرقد حبيب العجمي - العتبة الكاظمية - جامع المرادية - مسجد الشيخ كنعان - جامع الوزير - جامع وتكية الخالدية - جامع حسين باشا - جامع القبلانية - جامع الأزبك - مسجد أحمد المكي - جامع الشيخ موسى الجبوري - جامع علي أفندي - جامع الشيخ سراج الدين - تكية علي البندنيجي - جامع العادلية - مسجد السيد إبراهيم - جامع حنان - مسجد خضر بك - جامع الخفافين - جامع الأحمدية - مرقد وتكية عبد الله العيدروسي - جامع الفضل - مسجد أمين خليل الباجه جي - جامع المصرف - مسجد الحاج نعمان الباجه جي - جامع الحاج أمين جلبي - مسجد حسن بك - مقام الخضر - جامع الآصفية - مسجد الشيخ بشار - جامع التكارتة - مسجد أسماء خانم - جامع الخنيني - جامع الخلاني - مسجد محمد الألفي - مسجد الرواس - جامع الحاج أمين - مسجد آل جميل - مسجد الشابندر - مسجد النوبختي - مسجد بشر الحافي - مسجد ملا حمادي - جامع التقوى - مسجد عائشة الحيدري - جامع فتاح باشا |                          |
| الموصل                         | - جامع النبي يونس - جامع النوري - جامع الخاتون - جامع الزهراء الكبير - جامع الإمام محسن - جامع الباشا - جامع الرابعية - جامع الموصل الكبير - جامع حمو القدو - جامع العمرية - الجامع الأموي - جامع خزام - جامع النبي شيت - جامع الخضر - مسجد الشيخ محمد البلقيسي - جامع اليقظة - جامع باب البيض - جامع عبد الله بك - جامع الشيخ عبدال - جامع السلطان ويس - مسجد ومدرسة الحاج زكر - جامع بكر أفندي - جامع الإمام الباهر - جامع النبي جرجيس - جامع الجويجي - جامع قضيب البان - جامع أبو الزهراء الصادق الأمين - جامع الأغوات - جامع العلي - جامع باب البيض - جامع التوكندي - جامع نعمان باشا - مرقد يحيى أبو القاسم - جامع الشيخ محمد - مسجد السيد محمود - جامع الحاج منصور - جامع عمر الأسود - جامع حامد محمود (المحمودين) - مسجد شمس الدين الأموي - مسجد اليتيم - مسجد المحكمة - جامع الشهوان - مسجد النور - جامع المأمون - جامع العشرة المبشرين - جامع العزيز الحكيم |                          |
| بابل                           | - مسجد النخيلة التأريخي - جامع الحلة الكبير - جامع المسيب الكبير - جامع الهيتاوين - جامع الإسكندرية الكبير - جامع السكوتي - مرقد الإمام القاسم |                          |
| الأنبار                        | - جامع الرمادي الكبير - جامع الشيخ رجب - جامع التقوى - جامع الفاروق - جامع الفاروق - جامع الدولة الكبير - جامع الصادق الأمين - جامع مالك بن أنس - جامع آل هميم - مسجد معمر بن راشد - جامع منهاج النبوة |                          |
| الناصرية / ذي قار              | - جامع ثويني السعدون - جامع سوق الشيوخ - مسجد النجادة - جامع عبد الرحمن الشمري - جامع فالح باشا الكبير - مسجد فالح باشا الصغير - مسجد معروف اغا - جامع الشيخ عباس الكبير |                          |
| المثنى                         | - جامع السماوة الكبير |                          |
| القادسية                       | - جامع الديوانية الكبير |                          |
| ميسان                          | - جامع قلعة صالح الكبير - جامع العمارة الكبير - مسجد الإمام علي الشرقي - مسجد ثأر الله - مرقد السيد علي الزكي |                          |
| واسط                           | - ضريح سعيد بن جبير - جامع الكوت الكبير - جامع النعمانية الكبير - جامع الحي الكبير - جامع الزهراء الكبير |                          |
| أربيل                          | - جامع جليل الخياط - جامع المنارة - جامع بايز أغا - جامع باشا - جامع المفتي - مسجد المفتي - جامع ملا جامي - جامع حاج جودت رفعت الاسعدي - مسجد وتكية محي الدين البرزنجي - جامع وتكية الشيخ رشيد الشيخ كاكه - الجامع الكبير في شقلاوة - جامع ديانا الكبير - جامع راوندوز الكبير - جامع خادم السجادة |                          |
| كركوك                          | - مرقد النبي دانيال - جامع ملا احمد كرده - جامع ومرقد الإمام قاسم - مسجد قيس بن ثابت - جامع الشيخ جكري - مسجد الشيخ جرجيس - جامع السجادة النبوية |                          |
| محافظة صلاح الدين              | - جامع أبو دلف - جامع عمر بن عبد العزيز - مرقد ومسجد الشيخ معصوم |                          |
| سامراء                         | - جامع الملوية - جامع الإمام أحمد بن حنبل - العتبة العسكرية |                          |
| واسط                           | - ضريح سعيد بن جبير |                          |
| ديالى                          | - جامع المقدادية الكبير - جامع خانقين الكبير - جامع مصطفى بك - جامع الشابندر - جامع النقشبندي - جامع المنصورية الكبير - جامع محمود باشا الجاف - جامع بلدروز القديم - جامع الخليفة |                          |
| النجف                          | - العتبة العلوية - مرقد كميل بن زياد - مرقد ميثم التمار - مسجد الحنانة - مسجد الكوفة - مسجد السهلة - مسجد الرأس الشريف - مسجد الشيخ الطوسي - مسجد الشيخ الأنصاري - مسجد عمران بن شاهين - مسجد السبزواري - مسجد الخضراء - جامع الرحباوي - مسجد الشاكري - مسجد زيد بن صوحان - مسجد الجوهرجي |                          |
| كربلاء                         | - العتبة الحسينية - مرقد الامام العباس - الحسينية الطهرانية - مرقد الحر بن يزيد الرياحي - المخيم الحسيني |                          |
| دهوك                           | - جامع زاخو الكبير - جامع دهوك الكبير - الجامع الكبير - جامع العمادية الكبير - التكية النقشبندية - جامع نور الدين البريفكاني - جامع الحاجة حليمة |                          |
| السليمانية                     | - جامع السليمانية الكبير - جامع مولانا خالد النقشبندي - جامع كفري الكبير - جامع جوارتا الكبير - الجامع الكبير - الجامع الكبير في خورمال - جامع شيخ عثمان طويلة - مسجد خربانه - مرقد الشيخ حسن |                          |
| البصرة                         | - جامع البصرة الكبير - جامع علي الموسوي - جامع الفقير - جامع الملاك - جامع الكواز - جامع كردلان - جامع خطوة الإمام علي - جامع الكرناوي - مرقد الإمام الحسن البصري - جامع المقام - جامع العرب - جامع ذي المنارتين - مسجد القطانة - مسجد ابن عيد - مسجد الإبراهيم - جامع باب سليمان - جامع ذي المنارتين - جامع أبي الخفيف - جامع السراجي - جامع السيف - جامع العرب - مسجد السميط - مرقد ومسجد طلحة بن عبيد الله - جامع الراشد الشمالي القديم - جامع محمد الخلف القديم - مسجد القطانة - مسجد الكوت - مسجد الخشنام - جامع النجادة - حسينية الحاج داوود العاشور - مسجد الحسي - مسجد الزهير - جامع حمزة الفداغ - جامع أم النعاج - جامع أم مسجد - جامع القدس أو مسجد حمدان الجزيرة - جامع حمدان البلد - جامع حمدان البز - مسجد بلد السيد |                          |
| مساجد العراق الإسلام في العراق | |                          |